# Нойдорф (Гарц)
Нойдорф (нем. Neudorf) — деревня в Германии, в земле Саксония-Анхальт, входит в район Гарц в составе городского округа Гарцгероде.
Население составляет 677 человека (на 31 декабря 2009 года). Занимает площадь 14 км².

## История
Поселение было основано в 1531 году представителями рода Штольбергов.
1 сентября 2010 года, после проведённых реформ, Нойдорф вошёл в состав городского округа Гарцгероде в качестве района.

## Галерея

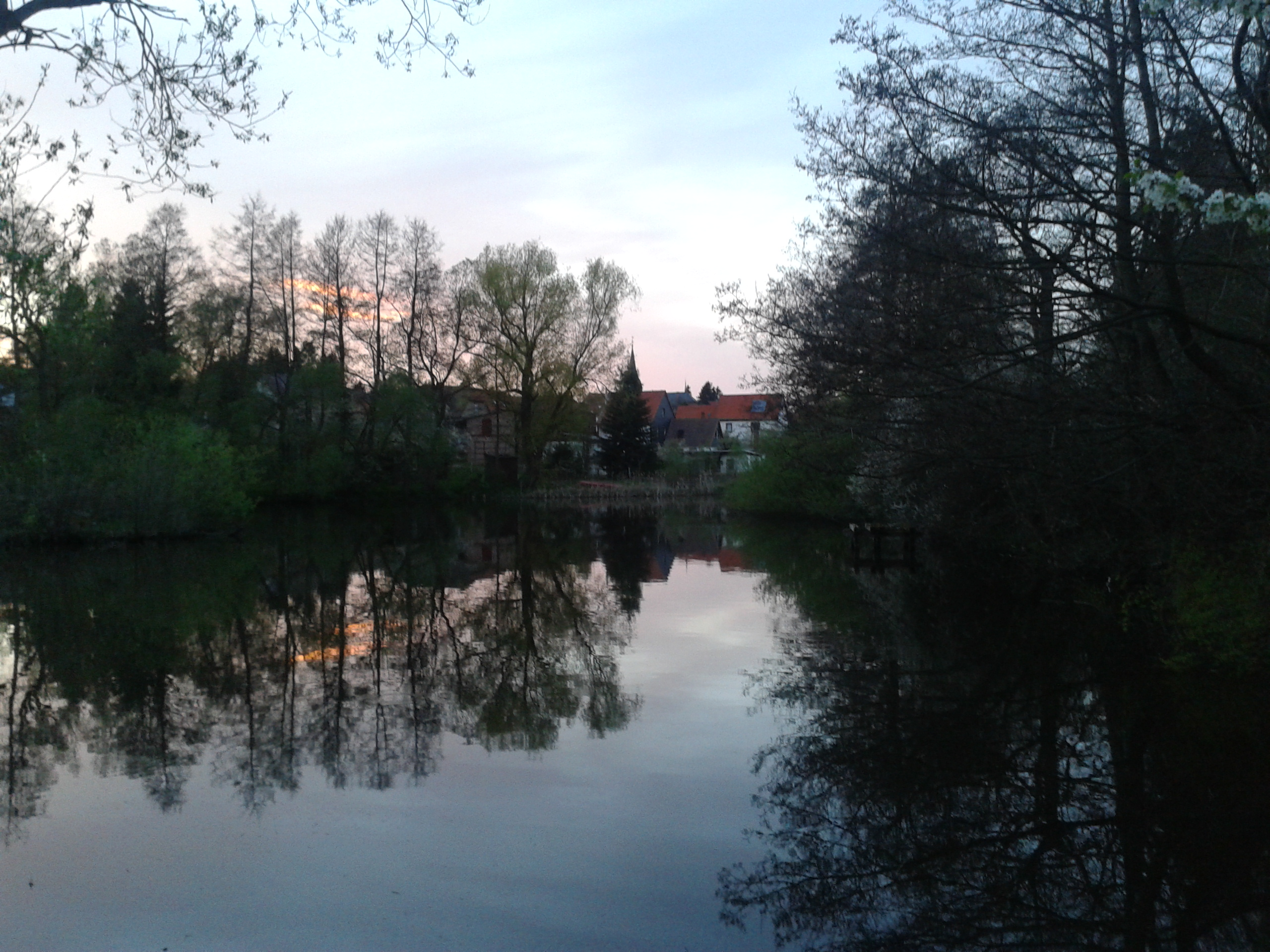
Вид на Нойдорф с пруда Гемайнде
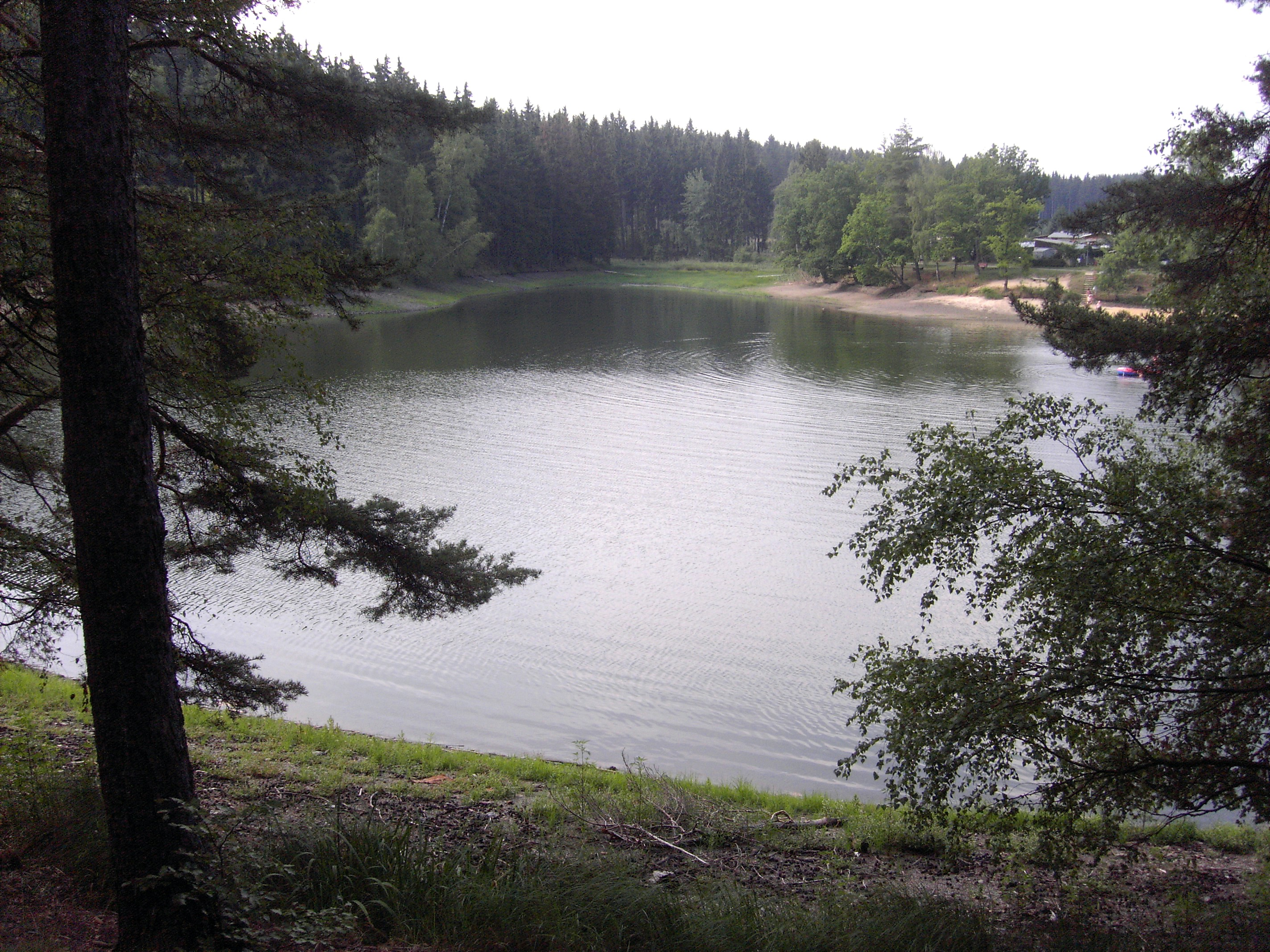
Искусственный пруд Бирнбаум